# Diaphonia palmata
Diaphonia palmata är en skalbaggsart som beskrevs av Hermann Rudolph Schaum 1848. Diaphonia palmata ingår i släktet Diaphonia och familjen Cetoniidae. Inga underarter finns listade i Catalogue of Life.